# Faramea uncinata
Faramea uncinata är en måreväxtart som beskrevs av Charlotte M. Taylor. Faramea uncinata ingår i släktet Faramea och familjen måreväxter. Inga underarter finns listade i Catalogue of Life.